# Veturia Goga
Veturia Goga, lánynevén Veturia Mureșan (Szászsebes, 1883. május 30. – Csucsa, 1979. június 15.) román opera-énekesnő, Octavian Goga költő és politikus második felesége.

## Életpályája
Iskolai tanulmányait Nagyszebenben végezte. A családban mind a három testvér zenei tanulmányokat folytatott. Tizennégy évesen már anyanyelvi szinten beszélte a német, francia és magyar nyelvet. Énekesként 1903-ban debütált Szebenben. 1906-ban Bukarestben, 1909-ben Budapesten lépett fel. 1909-től George Enescu egyengette az énekesi pályáját. Kétszer szerepelt Berlinben (Tannhäuser, A varázsfuvola), tízszer Bayreuthban Wagner fia, Richard Wagner meghívására.
Tizenhat év után 1919-ben, miután feleségül ment Octavian Gogához, feladta énekesnői pályáját. 
Bayreuthban ismerkedett meg Adolf Hitlerrel, aki később csak őt fogadta el Ion Antonescu román diktátor tolmácsaként. Veturia Goga Antonescu feleségének barátnője volt. Nyelvtehetségét és európai ismertségét kémkedésre is használta. Octavian Goga egyik leszármazottja (Mircea Goga egyetemi tanár) szerint valószínűleg kettős ügynökként szolgált.
Férje 1938-as halála után Csucsán nagyszabású mauzóleumot építtetett számára. A második világháború után vasgárdista kapcsolati miatt elítélték, és éveken keresztül nem hagyhatta el Csucsát. Ennek ellenére kastélyát és a birtokot nem vették el. 1967-ben ezeket felajánlotta a román államnak, azzal a feltétellel, hogy múzeumot hoznak létre benne. Ma Goga-múzeum és Ady-emlékház működik benne.
Veturia Goga testvéreinek leszármazottja visszakövetelték a kastélyt és a birtokot, de majdnem másfél évtizedes pereskedés után elvesztették a pert, a kastély továbbra is a Kolozs Megyei Tanács tulajdona marad, így továbbra is biztosított a múzeum és az Ady-vendégház működtetése.

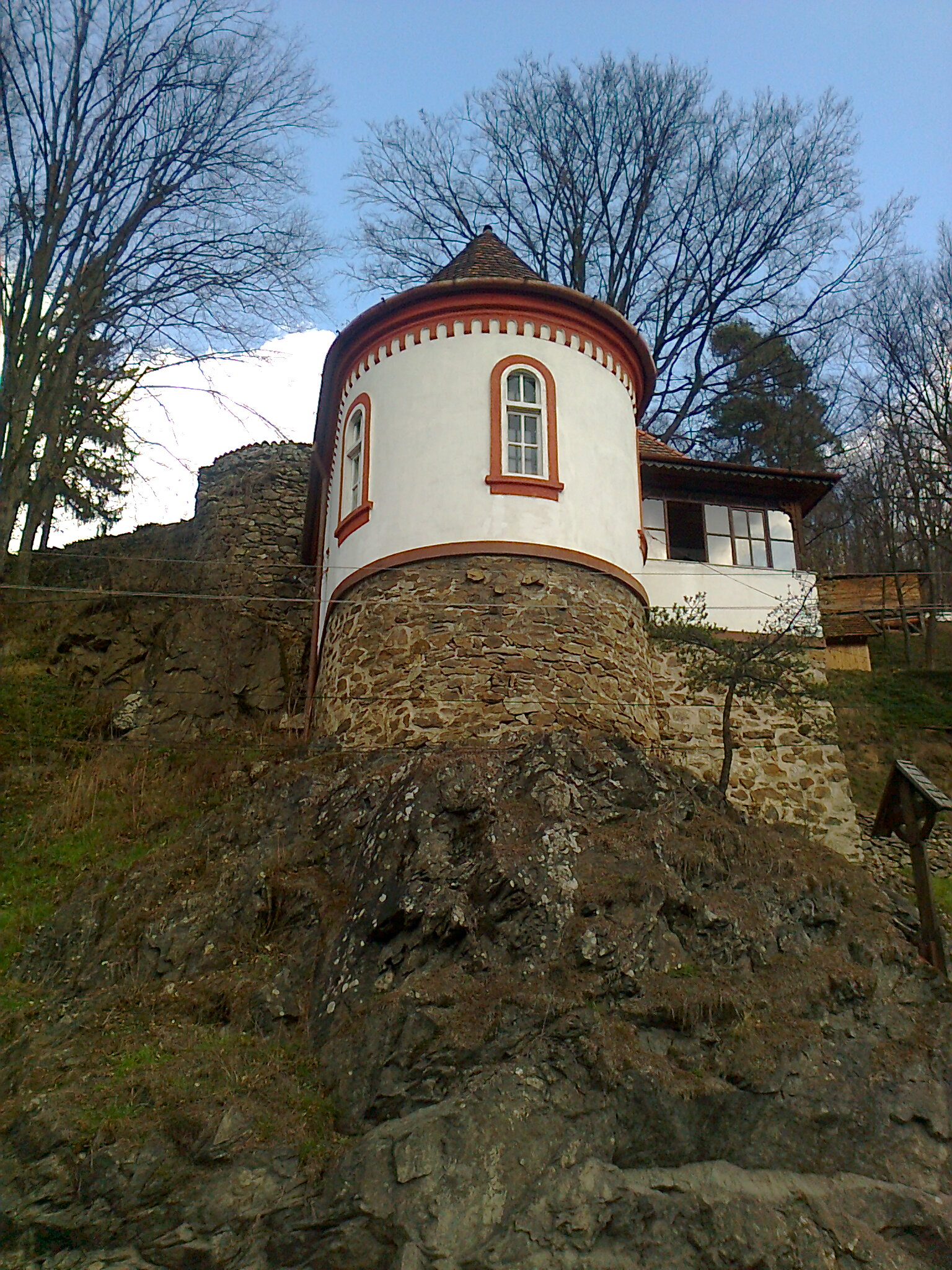
A régi Boncza-kastély maradványa
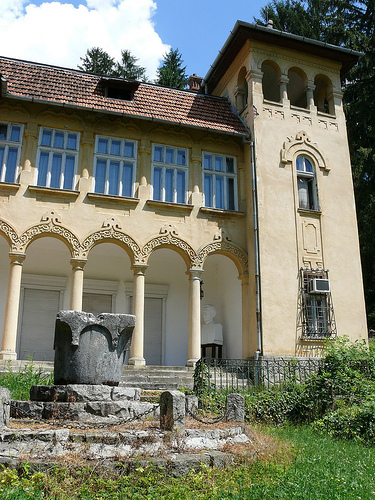
A Goga építtette új kastély, ma Goga-múzeum
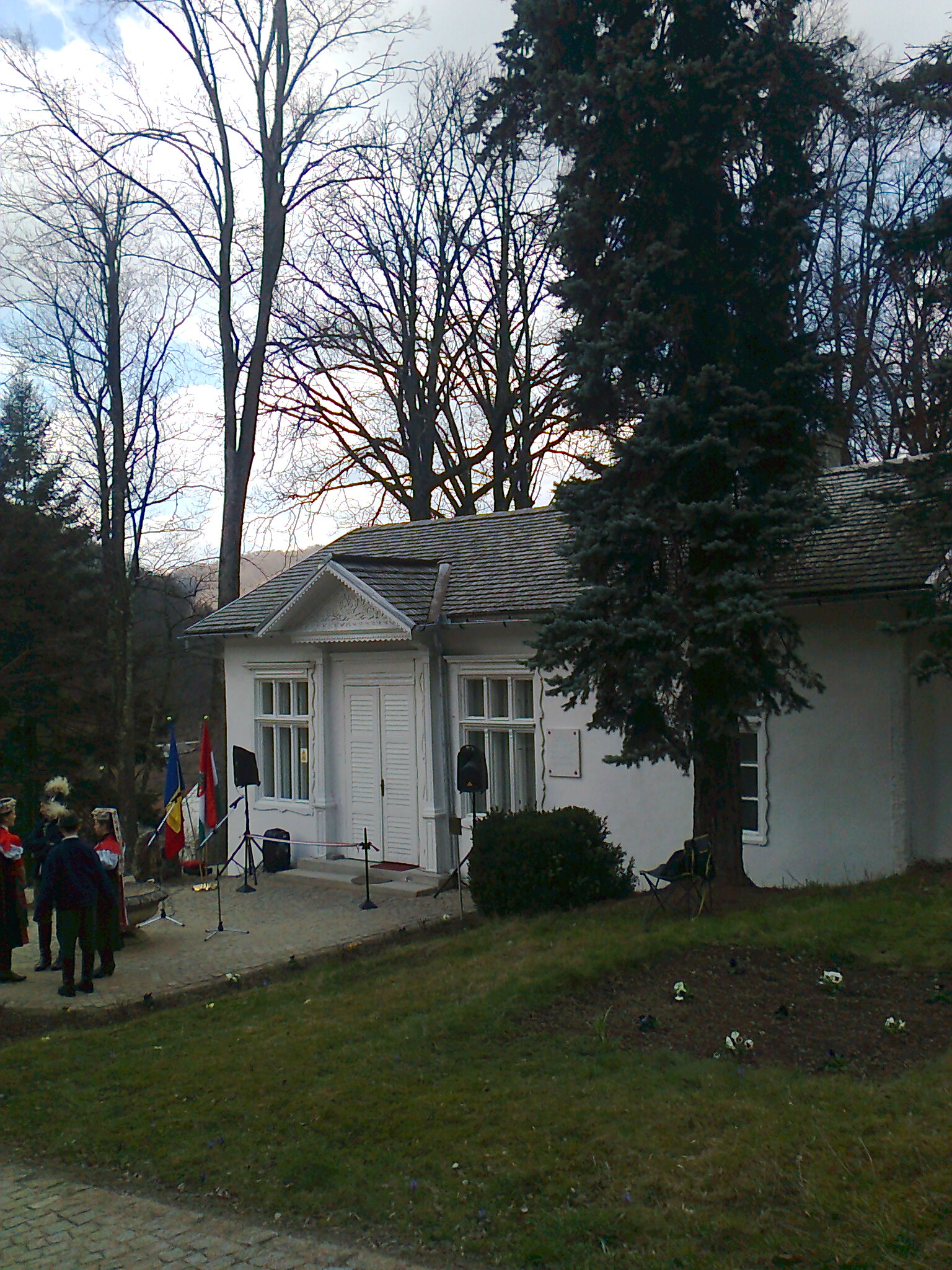
A 2014-ben felújított „fehér ház”, Ady-emlékház
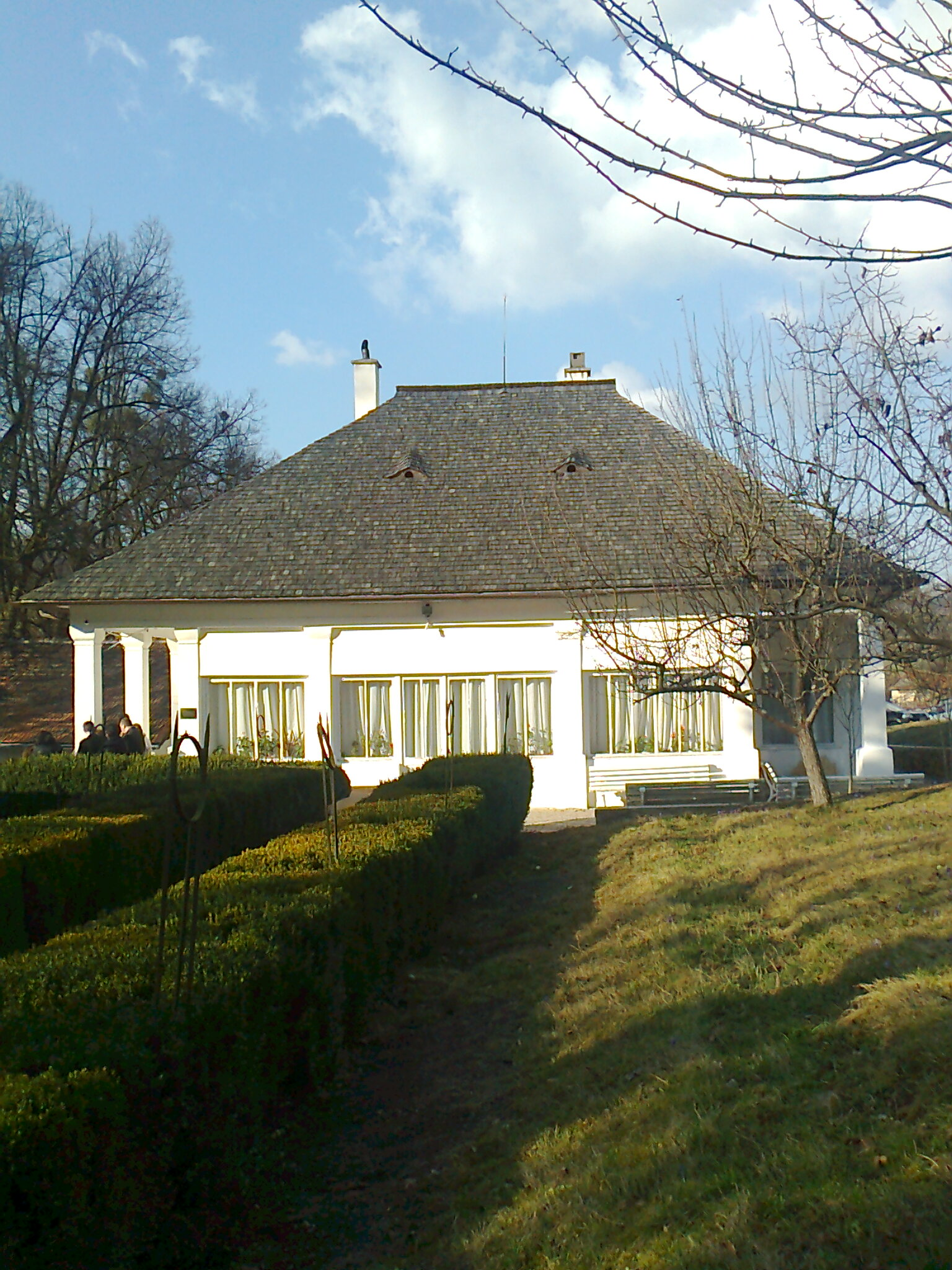
Kúria, amelyet Boncza Miklós felesége halála után építtetett

## Fordítás
Ez a szócikk részben vagy egészben  a   Veturia Goga című román Wikipédia-szócikk fordításán alapul.  Az eredeti cikk szerkesztőit annak laptörténete sorolja fel. Ez a jelzés csupán a megfogalmazás eredetét és a szerzői jogokat jelzi, nem szolgál a cikkben szereplő információk forrásmegjelöléseként.